# Benjamin Angoua Bory
Benjamin Angoua Bory (1986. november 28. –) elefántcsontparti labdarúgó, aki 2019-től a Levadiakósz játékosa.

## Pályafutása
2006 februárjában került Magyarországra, ahová a kispestiek  tulajdonosa, Piero Pini hívta próbajátékra. Egy másik honfitársával (Abrahammal) és három kamerunival (Eric, Yannick, Ariel) együtt érkezett. Bár mindannyian szerződést kaptak, csak Benjamin és Yannick ragadt meg a csapatban. Az afrikai "légió" közül, Abraham csak egy évvel később érkezett meg, Ariellel szezon közben szerződést bontottak, Yannick nyáron Kecskemétre, Eric hazaszerződött.
Benjamin a 2006/2007-es szezonban alapember volt a Honvédban, s meghívták hazája utánpótlás válogatottjába. Később hazája felnőtt válogatottjában is szerephez jutott, ott volt a 2010-es Afrikai Nemzetek Kupáján, igaz nem lépett pályára. 2010. január 28-án a francia Valenciennes FC csapatához szerződött. négy idényt követően csapatot váltott és a Guingamp játékosa lett.

## Góljai az elefántcsontparti válogatottban
| #  | Dátum           | Ellenfél | Eredmény | Kiírás              | Esemény |
| -- | --------------- | -------- | -------- | ------------------- | ------- |
| 1. | 2010. január 7. | Ruanda   | 2 – 0    | barátságos mérkőzés | 85' 90' |